# Pachydactylus tigrinus
Pachydactylus tigrinus — вид геконоподібних ящірок родини геконових (Gekkonidae). Мешкає в Південній Африці.

## Поширення і екологія
Pachydactylus tigrinus мешкають в Зімбабве, на заході центрального Мозамбіку, на сході Ботсвани та в провінції Лімпопо на північному сході ПАР. Вони живуть в саванах і рідколіссях, в тріщинах серед скель. Зустрічаються на висоті від 550 до 1500 м над рівнем моря.